# Vilko Novak
Vilko Novak (madžarsko Novák Vilmos) etnolog, slavist, literarni zgodovinar, urednik, prevajalec, * 28. april 1909, Beltinci, Avstro-Ogrska † 8. oktober 2003, Ljubljana.

## Življenje in delo
Rodil se je v Prekmurju očetu krojaču Francu in materi Marjeti (rojena Baša).
Na Filozofski fakulteti v Ljubljani je študiral zgodovino južnoslovanskih jezikov in slovenistiko in leta 1933 diplomiral. Kot gimnazijski profesor je 15 let poučeval slovenščino v Mariboru, Murski Soboti, Kranju in Ljubljani, med vojno pa srbohrvaščino v Senti. Leta 1944 je v Budimpešti doktoriral s slavistično obravnavo Štefana Küzmiča, po drugi svetovni vojni pa v Ljubljani nadaljeval prekinjeni študij etnologije ter doktoriral leta 1947 z delom Ljudska prehrana v Prekmurju. Od leta 1948 do 1978 je bil zaposlen kot profesor oddelka za etnologijo na Filozofski fakulteti v Ljubljani (od 1972 kot redni profesor, zadnji dve leti honorarno), ki ga je od 1957 do 1974 tudi vodil. 
Veliko je preučeval in pisal o slovenski ljudski kulturi (prehrana, medicina, lončarstvo, vinogradništvo, stavbarstvo, živinoreja, planšarstvo, pridelovanje lanu, tkalstvo, suknarstvo, običaji, šege), od leta 1962 pa sodeloval pri pripravi Etnološkega atlasa Jugoslavije. Raziskoval je jezikoslovno, slovstveno in kulturnozgodovinsko problematiko Prekmurja. Zasnoval in uredil je več del, sestavil Slovar stare knjižne prekmurščine, uredil knjige tistih, ki so pisali o problematiki na mejnem slovensko-madžarskem območju ter prevajal iz madžarščine in češčine. Najpomembnejša sta prevoda Finžgarjevih Stricev v prekmurščino in skupaj s Tinetom Debeljakom poslovenjena pesnitev Imreta Madách, Tragedija človeka. Pisal je o duhovni kulturi ter o avtorjih, ki so raziskovali življenje Slovencev (Jožef Košič, Števan Kühar, Avgust Pavel ...). Kot pesnik je  objavljal v reviji Mladika in reviji Stopinje ter izdal pesniško zbirko Zbogom življenje. 
Svoja dela je po navadi podpisoval s polnim imenom, včasih z inicialkama (V. N., V. B., G. S.), s kratico (B-Belt., Beltinčar, K), s psevdonimom (Marko Baša, Vid Dolinec, Pavel Gorčanec, Vid Goričanec, Vid Strehovec) ali pa z domišljijskim podpisom (Admirator, Akademik, Prekmurski akademik, Dobeljski, Modinski, Novogorski, Pannonicus, Ravenski, Transmuranus).
Bil je častni član Slavističnega društva Slovenije in Slovenske akademije znanosti in umetnosti. Leta 1992 je prejel plaketo Pro cultura Hungarica za dolgoletno vzdrževanje slovensko-madžarskih stikov, leta 1994 naziv zaslužni profesor ljubljanske univerze, leta 1998 Murkovo priznanje ter leto zatem Srebrni častni znak svobode RS.
Z njegovo pomočjo je Franc Novak napisal slovar beltinskega narečja.